# NGC 765
NGC 765 je galaksija u zviježđu Ovan.

## Vanjske poveznice
- SEDS: NGC 765